# Bisdom Fabriano-Matelica
Het bisdom Fabriano-Matelica (Latijn: Dioecesis Fabrianensis-Mathelicensis; Italiaans: Diocesi di Fabriano-Matelica) is een in Italië gelegen rooms-katholiek bisdom met zetel in de stad Jesi in de provincie Ancona. Het bisdom behoort tot de kerkprovincie Ancona-Osimo, en is, samen met de bisdommen Jesi en Senigallia en de territoriale prelatuur Loreto suffragaan aan het aartsbisdom Ancona-Osimo.

## Geschiedenis
Het bisdom Fabriano werd opgericht op 17 november 1728. Op 8 juli 1785 werd het samengevoegd met het bisdom Matelica. De huidige bisschop van Fabriano-Matelica is Giancarlo Vecerrica.

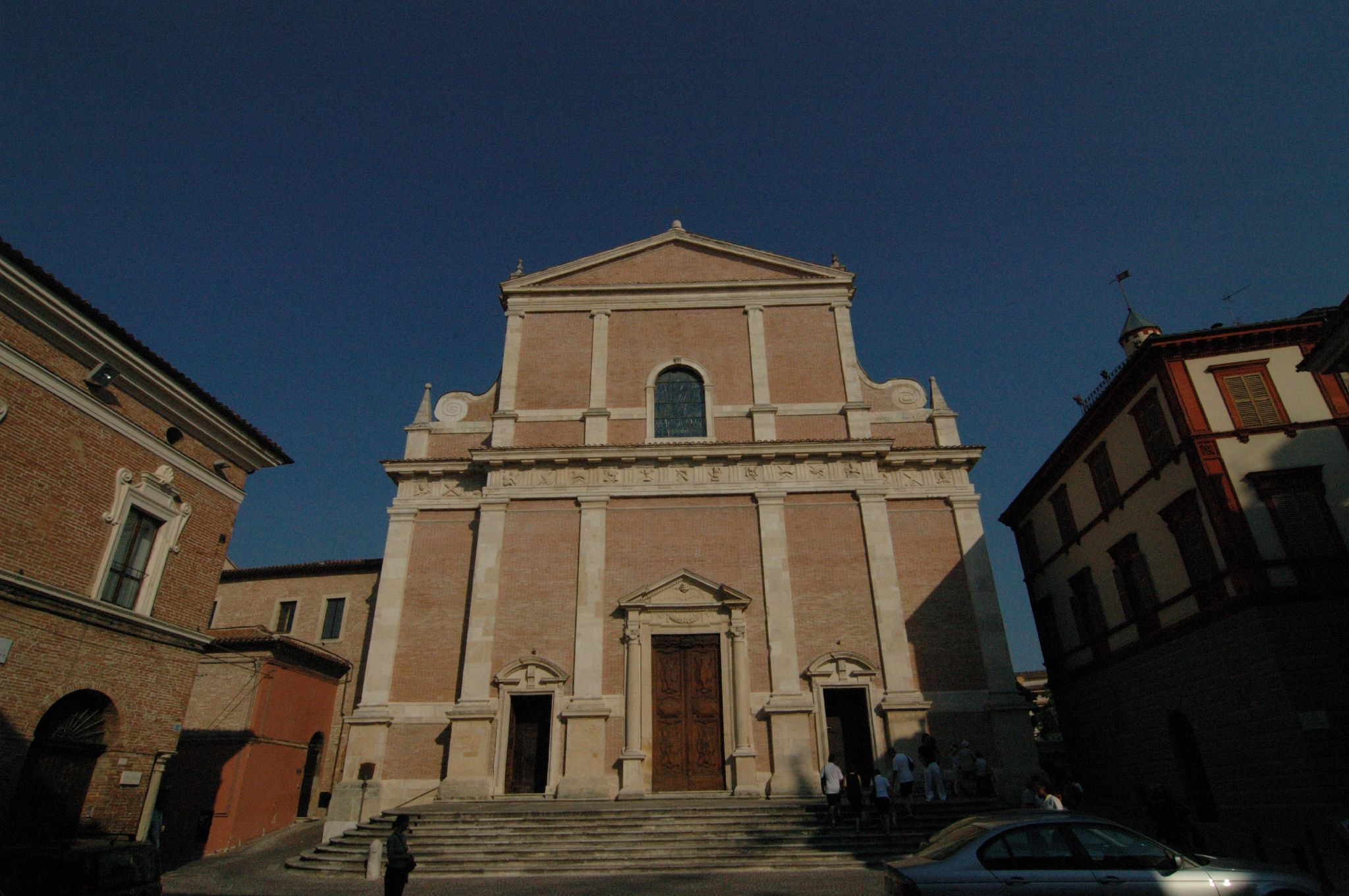
Kathedraal van Fabriano
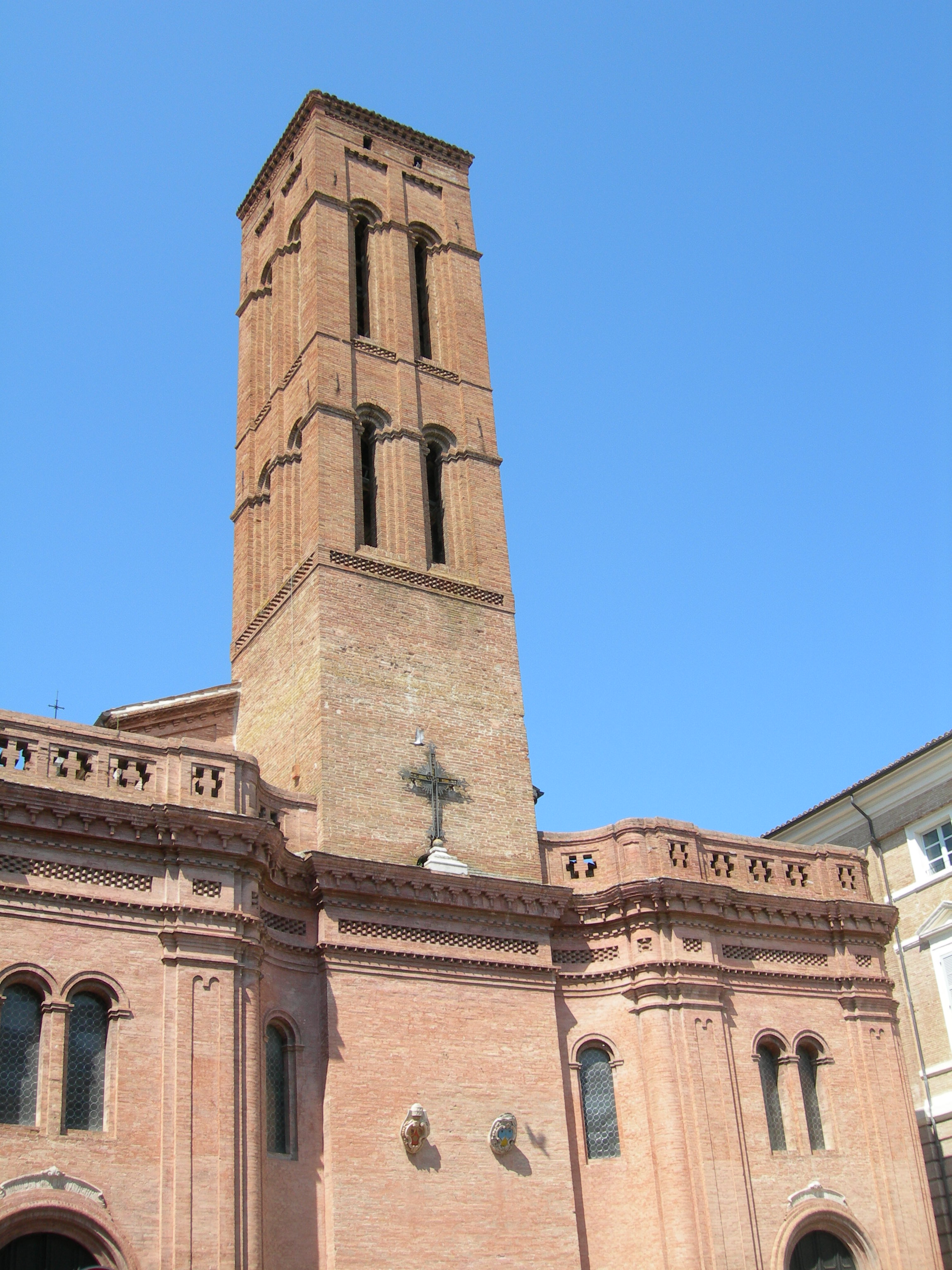
Cokathedraal van Matelica